# Маяковська (станція метро, Санкт-Петербург)
59°55′54″ пн. ш. 30°21′18″ сх. д. / 59.93167° пн. ш. 30.35500° сх. д.
«Маяковська» (рос. Маяковская) — станція Невсько-Василеострівської лінії Петербурзького метрополітену, розташована між станціями «Гостиний двір» і «Площа Олександра Невського-1».
Відкрита 3 листопада 1967 у складі ділянки «Василеострівська»-«Площа Олександра Невського». Назву отримала по вулиці Маяковського.

## Технічна характеристика
Конструкція станції — закритого типу глибокого закладення (глибина закладення — 51 м).
Стіни залу виконані у вигляді скошених «сходових» виступів біля дверей. Власний похилий хід станції тристрічковий, починається із західного торця станції. У коридорі до ескалаторів східчасто виконаний перехід на менший діаметр станційного тунелю.
З східного торця станції починається перехід на станцію «Площа Повстання» за чотирма ескалаторами, причому три з них працюють на підйом, а один на спуск. Раніше їх було три, при реконструкції в 1993 році були використані вузькі балюстради.
З центру залу починається другий перехід на першу лінію і другий вихід у місто, до Московського вокзалу. По двох сходах пасажири спускаються під платформу, в тунель, що закінчується розподільним залом: ліворуч знаходиться станція «Площа Повстання», а прямо — вихід в місто.

## Вестибюль і пересадки
Наземний вестибюль станції вбудований в будинок № 71/1 на Невському проспекті і займає частину першого поверху. У центрі вестибюля на прямокутній опорі зустрічає пасажирів барельєф В. В. Маяковського (скульптор М. Т. Литовченко), виконаний способом виколотки з міді. Тут він зображений у своїй звичайній позі: голова повернута в бік, руки в кишенях. На зворотному боці, зверненої до ескалаторів, розташована відома цитата з поеми «Добре!»: «Вітчизну славлю, яка є, і тричі — яка буде».
Вихід у місто на Невський і Ліговський проспекти, вулицю Марата та Маяковського, площу Повстання, до пасажирських платформ Московського вокзалу.
Пересадка на станцію «Площа Повстання» Кіровсько-Виборзької лінії.

## Колійний розвиток
На перегоні «Маяковська» — «Площа Олександра Невського-1» знаходиться з'їзд, що переходить у СЗГ з Кіровсько-Виборзькою лінією.

## Перспективи розвитку
Планується, що «Маяковська» стане пересадною на станцію «Знаменська» Красносільсько-Калінінської лінії.

## Оздоблення
Стіни станції оздоблені смальтою інтенсивного червоного кольору, що нагадує червоні стяги. У кінцях залу стіни прикрашені портретами поета, виконаними в мозаїці в гострій графічній манері (художник Ю. Б. Могилевський) і стилізовані назви. У нижньому ескалаторному залі застосовано оригінальне освітлення у вигляді стін що світяться з молочного скла.

## Ресурси Інтернету
- «Маяковська» на metro.vpeterburge.ru [Архівовано 27 березня 2014 у Wayback Machine.](рос.)
- «Маяковська» на ometro.net(рос.)
- Санкт-Петербург. Петроград. Ленінград: Енциклопедичний довідник. «Маяковська»(рос.)